# Abdul Aziz Al Ghurair

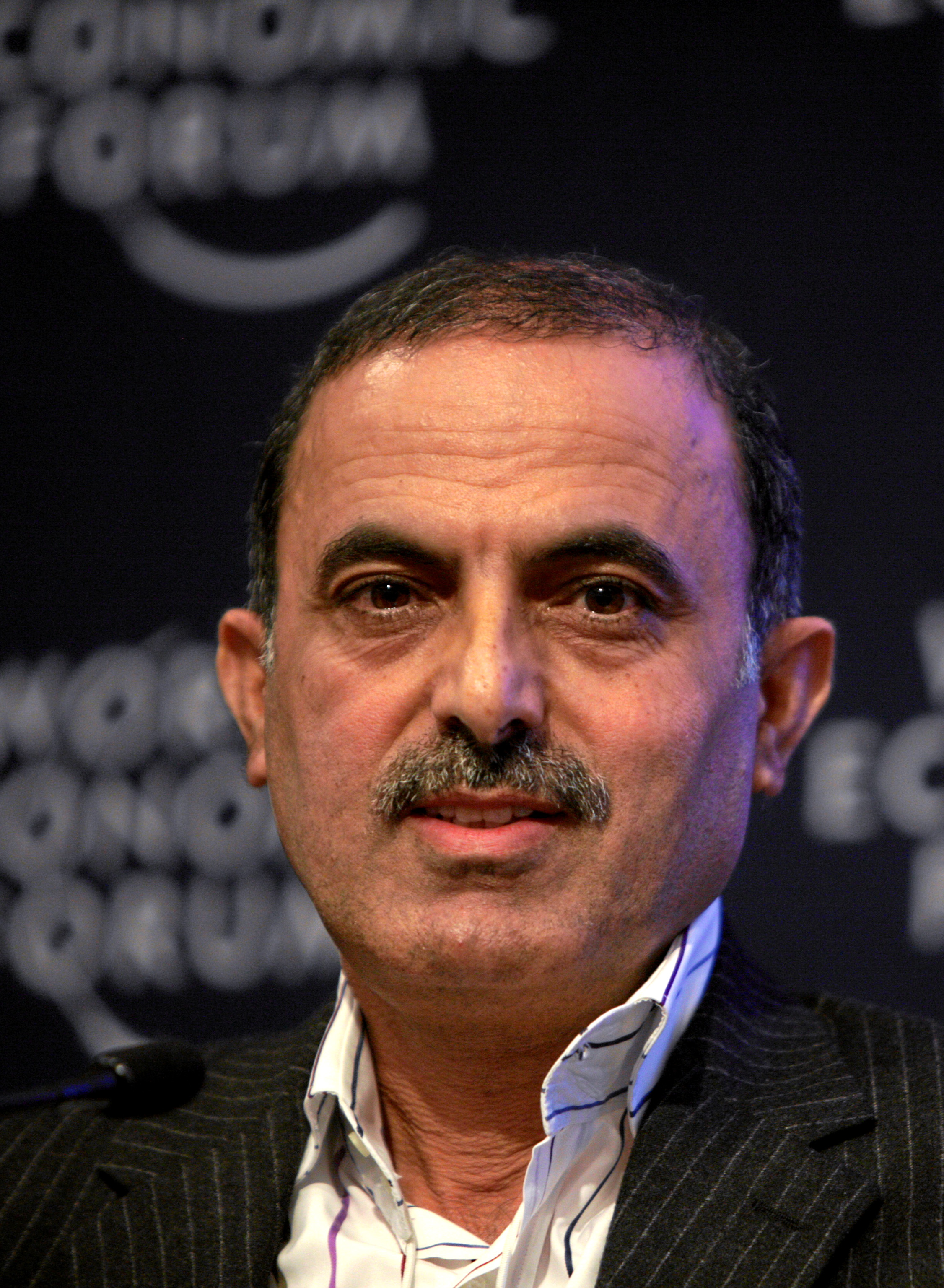
Abdul Aziz Al Ghurair, Davos 2009

Abdul Aziz Al Ghurair (arabisch عبد العزيز الغرير, DMG ʿAbd al-ʿAzīz al-Ġurair; * 1. Juli 1954) ist ein Unternehmer und Bankier aus den Vereinigten Arabischen Emiraten.

## Leben
Al Ghurair leitet die Mashreq Bank sowie Chairman der UAE Banks Federation. Er ist Abgeordneter des Föderativen Nationalrates. Nach Angaben des US-amerikanischen Forbes Magazine gehört Al Ghurair zu den reichsten Personen aus den Vereinigten Arabischen Emiraten.